# رحيم نوروزي
رحيم نوروزي (و. 17 مارس 1968، رشت - ) ممثل إيراني. برز في مسلسل مسلسل يوسف الصديق بدور أخناتون ملك مصر، وبدأ مشواره الفني في عام 1996.

## حياته
عرفه الجمهور من خلال مسلسل (حياة البحر الجميلة) عام 1997. حقق له دوره في مسلسل (يوسف الصديق) 2009 شهرة واسعة في الدول العربية.

## روابط خارجية
- رحيم نوروزي على موقع IMDb (الإنجليزية)
- رحيم نوروزي على موقع قاعدة بيانات الفيلم (الإنجليزية)